# Воно приходить уночі
Воно приходить уночі (англ. It Comes at Night) — американський фільм жахів, знятий Треєм Едвардом Шульцем. Світова прем'єра кінокартини відбулася 29 квітня 2017 року на кінофестивалі Overlook.

## Сюжет
У будинку в лісовій глушині живе сім'я, що складається з подружжя Пола та Сари та їхнього сина-підлітка Тревіса. Літній батько Сари Бад помирає, стаючи жертвою хвороби на кшталт чуми. Надівши респіратори, Пол і Тревіс спалюють тіло Бада в лісі. Очевидно, побоюючись лютої епідемії, вони поводяться дуже обережно, виходячи назовні лише вдень, і не поодинці, і ретельно закриваючись на двоє дверей вночі.
Одного разу, почувши шум на першому поверсі будинку, сім'я виявляє там чоловіка, який стверджує, що був впевнений, що в будинку ніхто не живе, і він лише шукав їжу та воду для своєї сім'ї, яку він залишив у занедбаній хатині за 80 миль звідси. Пол зв'язує чоловіка і прив'язує його до дерева в лісі. Через добу, переконавшись, що той не має ознак зараження, Пол допитує його і дізнається, що чоловіка звуть Вілл, у нього є дружина Кім і маленький син Ендрю, вони поїхали з міста на початку епідемії. З ними живуть кури та дві кози, однак у них закінчилися запаси води. Після роздумів Пол вирішує поїхати з Віллом до його родини і, якщо все відповідає дійсності, запросити сім'ю Вілла до свого дому, оскільки так буде легше виживати. Вони вирушають машиною Пола. Дорогою хтось стріляє в машину і Пол відбиває атаку, вбиваючи двох озброєних чоловіків. Вілл каже Полу, що варто спочатку дізнатися, хто це і чого вони хотіли.
Вілл із сім'єю переселяються до Пола, їм виділяють окрему кімнату. Тревіс іноді підглядає за сім'єю Вілла через отвір на горищі. Все йде добре, хоча Пола щось насторожує у спілкуванні з Віллом: так, той якось каже, що був єдиною дитиною в сім'ї, хоча до цього згадував, що сховавшись від епідемії, вони жили з братом.
Одного разу Стенлі, собака Тревіса, починає гавкати, ніби побачивши щось у лісі. Вона біжить і Тревіс женеться за нею, але пес тікає і не повертається. Якось уночі Тревіс, якому іноді не спиться, проходячи по дому, помічає Ендрю, який спить не в своїй кімнаті. Він повертає дитину до кімнати, де сплять його батьки. Почувши шум унизу, він бачить відчинені червоні двері в коридорі, за якими хтось є. Він кличе інших, Пол і Вілл знаходять за дверима закривавленого та зараженого пса, якого пристрілюють. Тревіс стверджує, що він бачив двері вже відчиненими, але хто міг її відчинити? Підозра Пола падає на Ендрю, хоча Вілл і Кім впевнені, що той ледве зміг би дотягнутися до засувки.
Побоюючись, що той, хто контактував з псом, міг заразитися, Пол пропонує двом сім'ям деякий час не спілкуватися і бути у своїх кімнатах. Вранці через горище Тревіс чує, що Ендрю плаче, і Вілл каже Кім, що їм треба виїхати з цього будинку. Дізнавшись про це, Пол вирішує, що Ендрю заразився. Він у респіраторі входить до кімнати Вілла і просить показати йому Ендрю, але Вілл та Кім відмовляються. Вілл наставляє на Пола пістолет і просить їх випустити, щоб вони поїхали. Сара наставляє на Вілла рушницю і змушує його кинути пістолет. Усі виходять на вулицю. Там Вілл вибиває зброю з рук Пола і починає бити його, а Сара стріляє у Вілла з рушниці. Кім з Ендрю  тікають, і Пол стріляє в них, спочатку випадково вбиваючи хлопчика, а потім невтішну Кім. Вілл помирає від ран. Тревіс почувається гірше і біжить до будинку.
В останніх кадрах фільму Сара схиляється над вмираючим від зараження Тревісом, а потім Пол і Сара, після поховання сина, із зовнішніми ознаками зараження, сидять за столом і дивляться один на одного «порожніми» очима.

## В ролях
| Актор                    | Роль                              |
| ------------------------ | --------------------------------- |
| Джоел Едґертон           | Пол чоловік Сари і батько Тревіса |
| Кармен Іджого            | Сара жінка Пола і мати Тревіса    |
| Келвін Харрісон-молодший | Тревіс син Пола і Сари            |
| Крістофер Ебботт         | Вілл чоловік Кім і батько Ендрю   |
| Райлі Кіо                | Кім жінка Вілла і мати Ендрю      |
| Гріффін Роберт Фолкнер   | Ендрю син Вілла і Кім             |
| Девід Пендлтон           | Бад батько Сари                   |

## Критика
Фільм отримав позитивні відгуки від кінокритиків. На сайті Rotten Tomatoes кінострічка має рейтинг 89% на основі 194 рецензій із середнім балом 7,4/10. На Metacritic фільм отримав 78 балів зі 100 на основі 42 рецензій, що вважається здебільшого позитивним сприйняттям.